# Campionat britànic de trial 1983
La temporada de 1983 del Campionat britànic de trial fou la 34a edició d'aquest campionat, organitzat per l'ACU. El calendari oficial constava de 10 proves puntuables, celebrades entre el 9 de gener i el 23 d'octubre.

## Classificació final
| Posició | Pilot            | Motocicleta | Punts |
| ------- | ---------------- | ----------- | ----- |
| 1       | Steve Saunders   | Armstrong   | 117   |
| 2       | John Lampkin     | Fantic      | 104   |
| 3       | John Reynolds    | Bultaco     | 88    |
| 4       | Peter Cartwright | Italjet     | 76    |
| 5       | Nigel Birkett    | Yamaha      | 53    |
| 6       | Yrjö Vesterinen  | Bultaco     | 43    |
| 7       | Martin Lampkin   | SWM         | 32    |
| 8       | Chris Sutton     | Montesa     | 28    |
| 9       | H. Jackman       | Armstrong   | 15    |
| 10      | Mark Holland     | Fantic      | 15    |